# زهراء الخميني
زهراء مصطفوي الخميني (1940-) سياسية إيرانية، وابنة روح الله الخميني، مؤسس الجمهورية الإسلامية الإيرانية. أستاذة في جامعة طهران، وحاصلة على درجة الدكتوراة في الفلسفة، وهي الأمين العام لجمعية المرأة في جمهورية إيران الإسلامية، وهو الحزب الذي يدعو إلى مشاركة المرأة في الحياة السياسية في الجمهورية الإسلامية. وهي أيضًا السكرتير العام لاتحاد المنظمات غير الحكومية في دعم الحقوق الفلسطينية، ورئيسة جمعية الدفاع عن الشعب الفلسطيني. وقد تم تلقيبها «معظم ابنة بارزة» الخميني.